# Високовський замок
52°22′01″ пн. ш. 23°22′04″ сх. д. / 52.36683334° пн. ш. 23.36782223° сх. д.

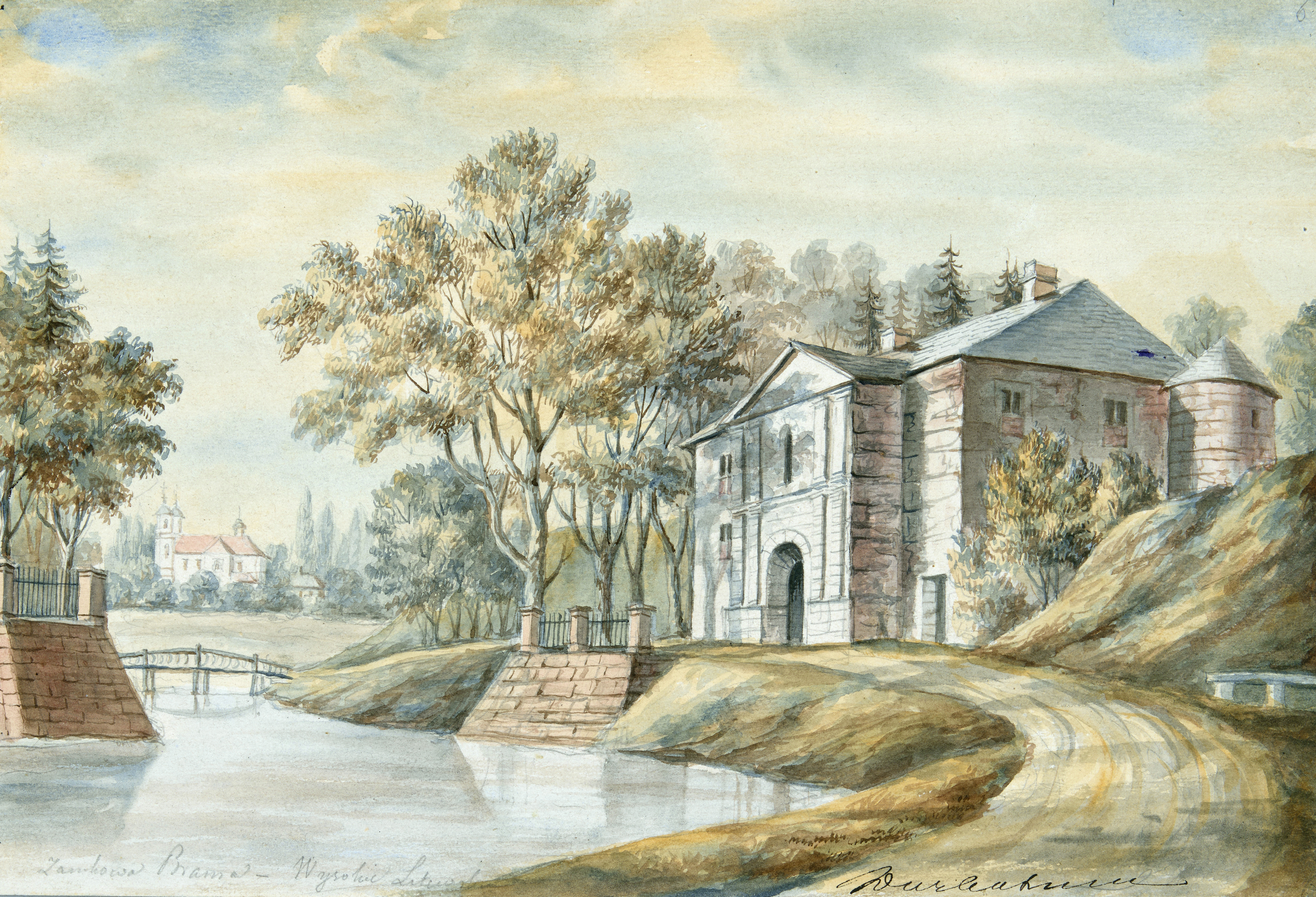
Замок Ворота, Орда Наполеона

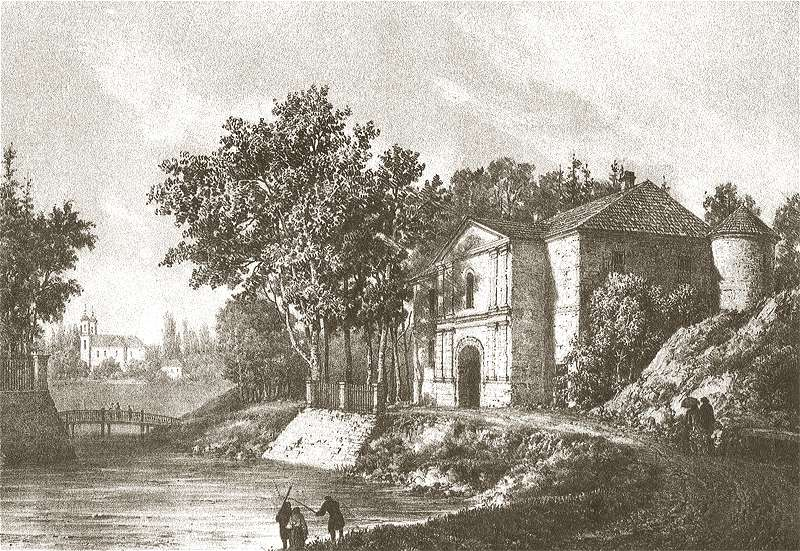
Замок Ворота, Орда Наполеона

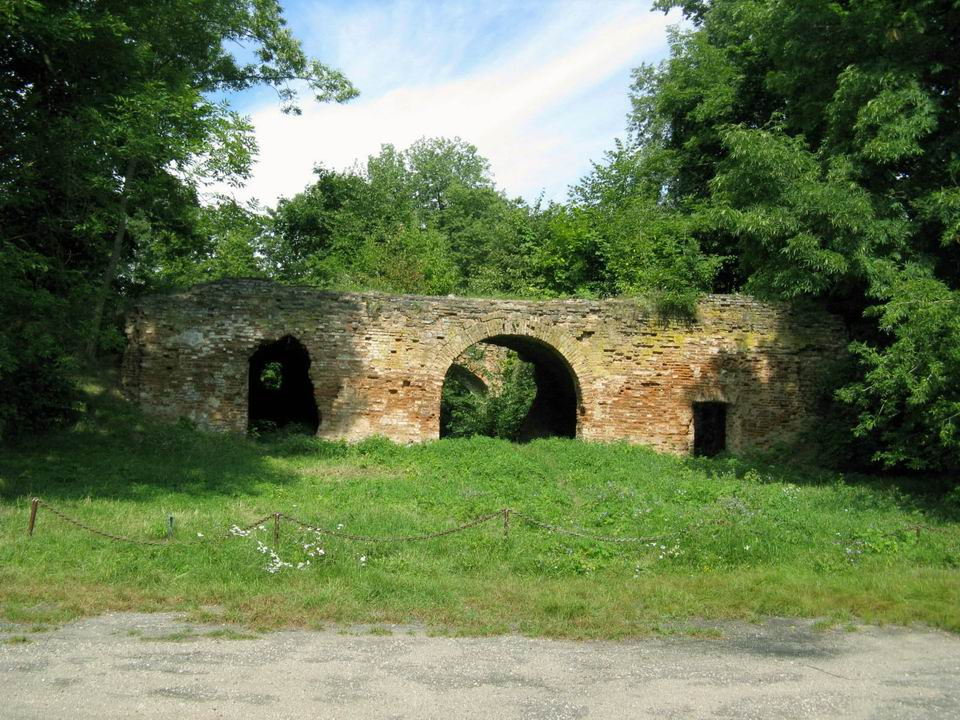
Замок Сапіги

Високовський замок (біл. Высокаўскі замак) колишній замок, що існував у 17-18 століттях e Високому Кам'янецький район, Білорусь. 
Він був побудований в середині 17 століття, очевидно, під вітебським воєводою Павлом Сапігою. На високому правому березі річки були зведені земляні укріплення з бастіонами. Пульву загатили греблею, і таким чином здійснив штучний полив. 
Замок був оточений з усіх боків водою. З північного сходу, де знаходився вхід, стояв широкий ставок. Над ним був побудований під’їзний міст, який вів до двоповерхової з трьома воротами цегляної вежі-брами, захованої товщиною земляного валу. У ній розміщувались кордегардія, озброєння та механізм підйому мосту. Підходи до воріт облягали 2 могутні бастіони та 2 куртини. Невеликі бастіони були тут також із півночі та із заходу. Дерев’яний палац та господарські служби стояли на великій детинці. 
Під час війни між Московським царством та Речі Посполитою у 1654-1667 роках та Великою Північною війною замок був сильно пошкоджений, але згодом був відновлений. До наших днів збереглися земляні вали та ворота замку. Археологічні розкопки тут проводив у 1977 р. М. A. Ткачов. 